# 宮坂完孝

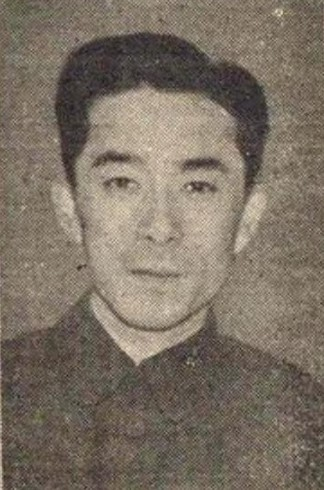
宮坂完孝

宮坂 完孝（みやさか さだたか、1909年12月15日 - 1996年11月13日）は、日本の朝鮮総督府官僚、国会職員。参議院事務総長、国立国会図書館長を歴任した。

## 来歴
長野県埴科郡埴生村（現千曲市）出身。旧制長野中学（現、長野県長野高等学校）を経て早稲田大学法学部卒業。朝鮮総督府、貴族院事務局、文部省を経て参議院事務局に奉職。1965年第5代参議院事務総長に就任。1972年に退任し、同年国立国会図書館長に就任。1980年勲一等瑞宝章を受勲した。